# Азаров, Тимур
Тимур Азаров (латыш. Timurs Azarovs; род. 23 марта 2006, Лиепая, Латвия) — латвийский футболист, защитник молодёжной команды «Тренто». На правах аренды выступает за молодёжную команду «Монцы».

## Карьера
С 2018 года играл за молодёжные команды Лиепайской футбольной школы (ЛФШ). В 2022 году перешёл в юрмальский «Спартак». Дебютировал за клуб 5 мая в матче чемпионата Латвии с «Валмиерой», выйдя на замену вместо Марциса Ошса. В апреле 2024 года стал игроком молодёжной команды «Тренто». В июле отправился в аренду в «Монцу», где выступал за команду в первенстве юниоров.

## Карьера в сборной
Выступал за сборную Латвии до 17 лет.